# Riserva naturale orientata Bosco della Ficuzza, Rocca Busambra, Bosco del Cappelliere e Gorgo del Drago
La riserva naturale orientata Bosco della Ficuzza, Rocca Busambra, Bosco del Cappelliere e Gorgo del Drago è un'area naturale protetta situata nei comuni di Corleone, Godrano, Marineo, Mezzojuso e Monreale, nella città metropolitana di Palermo ed è stata istituita con Decreto Assessoriale n. 365/44 del 26 luglio 2000.

## Storia
L'area boscosa dei feudi di Ficuzza, Lupo e Cappelliere fu risparmiata dal disboscamento fino ai primi anni dell'Ottocento perché territorio impervio e roccioso, di alta collina, meno adatto dei circostanti alla pratica dell'agricoltura. Il bosco fu sfruttato come riserva di legna da ardere. All'inizio dell'Ottocento la riserva viene acquisita dal re Ferdinando I delle Due Sicilie per farne sua riserva di caccia. Ferdinando vi fece edificare la «Casina Reale di caccia», attorno alla quale sorse il piccolo borgo di Ficuzza, frazione di Corleone. Nel 1860, con l'Unità d'Italia, l'area diviene proprietà del Demanio del Regno d'Italia che cedette ai privati gran parte delle aree già disboscate e dissodate. Nel 1871 quanto resta della ex-riserva reale viene affidato all'Amministrazione Forestale ed il comprensorio dichiarato inalienabile. Con la legge nº 535, 29 dicembre 1901 del Regno d'Italia, il «Bosco nazionale inalienabile di Ficuzza» viene destinato a stazione climatica. Con atto del 1912 la «Foresta Ficuzza» assieme alla «Foresta di Godrano» divengono di proprietà dell'Azienda di Stato per le foreste demaniali. Nel corso della prima e ancor più della seconda guerra mondiale la protezione dell'area cede il passo alle esigenze belliche di produzione di legname e pertanto l'area vive un periodo di grave degrado. Nel 1948 l'area diviene proprietà dell'Azienda Foreste Demaniali della Regione Siciliana, che vi pratica attività di rimboschimento. Con Decreto dell'Assessorato Territorio e Ambiente del 26 luglio 2000, n. 365 viene istituita la riserva naturale «Bosco della Ficuzza, Rocca Busambra, Bosco del Cappelliere e Gorgo del Drago». Lo stesso decreto affida la gestione della riserva all'Azienda Foreste.

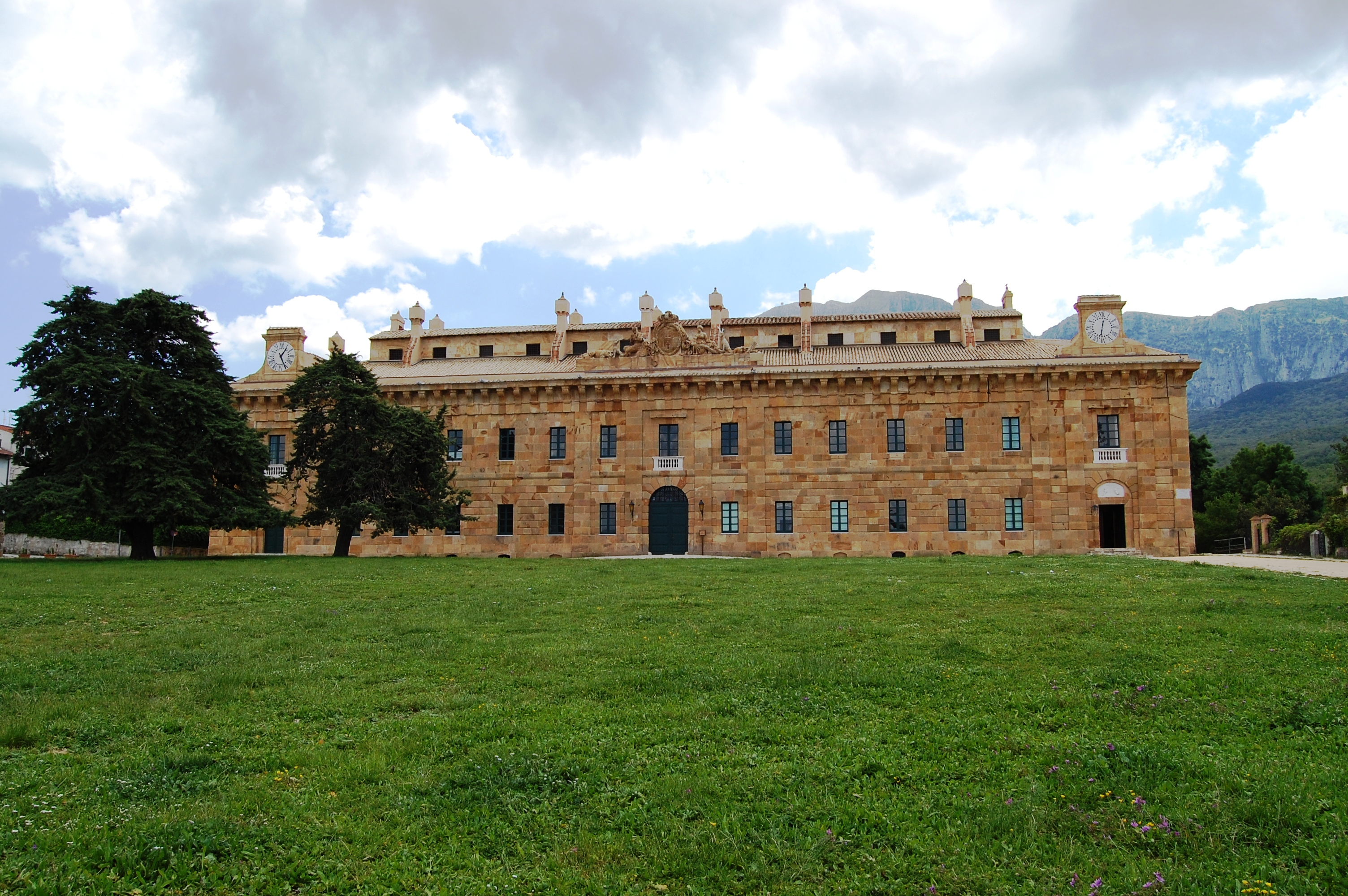
Casina Reale di caccia

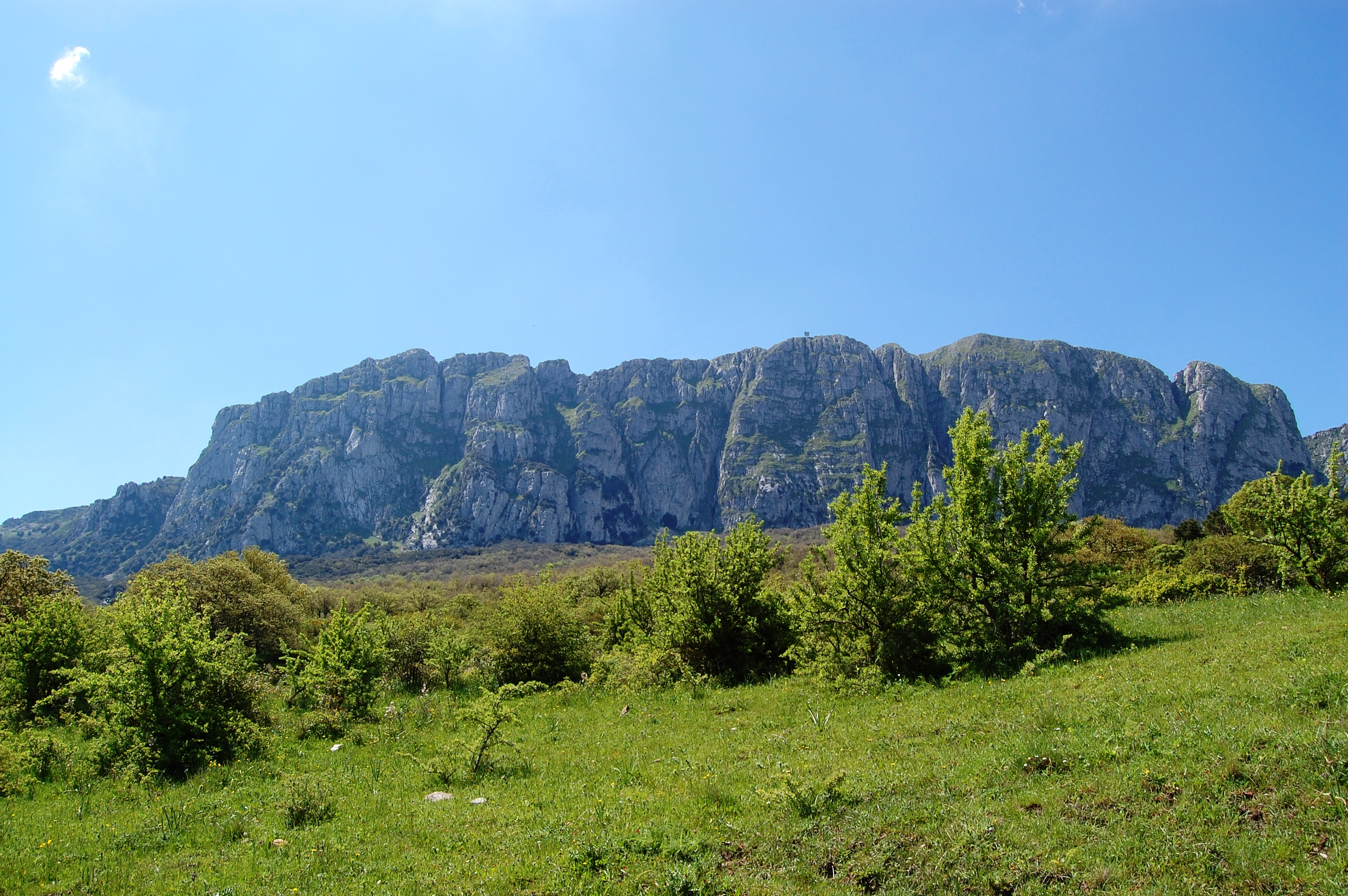
Rocca Busambra

## Territorio
La Riserva copre un'area complessiva di circa 7 398 ha (circa 5 334 ha di riserva vera e propria e 2 064 ha di pre-riserva), che ricade nei comuni di Monreale, Godrano, Mezzojuso, Corleone e Marineo. L'area è dominata dal massiccio calcareo della Rocca Busambra (1 613 m s.l.m.) che delimita a sud il territorio della riserva, a nord del quale sorge il Bosco della Ficuzza e il contiguo Bosco del Cappelliere, due estese aree di foresta mediterranea sempreverde separate dalla strada provinciale che collega il centro di Godrano alla SS 118. La riserva è ricca di corsi d'acqua a carattere torrentizio, che formano diversi laghetti naturali, i cosiddetti "gorghi". Sul confine nord-occidentale della riserva si trova infine il Lago Scanzano, o Lago Madonna delle Grazie, un bacino artificiale ottenuto per sbarramento del torrente Eleuterio.

### I gorghi
Il gorgo è uno stagno, solitamente temporaneo, con invaso invernale e primaverile e fase secca estiva. I gorghi naturali o seminaturali più conosciuti del Bosco della Ficuzza sono due: il Gorgo Lungo ed il Gorgo Tondo, quest'ultimo noto anche come Gorgo del Drago di Godrano. Il gorgo è uno degli ambienti naturali tipici di aree argillose, come gran parte della porzione settentrionale del Bosco della Ficuzza. Gli stagni temporanei sono di notevole importanza per la fauna e la flora dulciacquicola soprattutto invertebrata, che ha sviluppato strategie di sopravvivenza alla fase secca. La presenza d'acqua durante la primavera e l'inizio dell'estate consente la riproduzione di anfibi ed insetti. Il Gorgo del Drago è distante da Gorgo Lungo qualche centinaio di metri, un tempo era ampio, anche se sempre poco profondo, e quasi permanente. Fu trasformato, all'inizio dell'800 in peschera (laghetto per l'allevamento del pesce) per il divertimento del re Ferdinando III di Sicilia. Oggi ha un effimero tempo in invaso, insufficiente per la maggior parte della flora e della fauna dulciacquicola. Il Gorgo Lungo invece si mantiene ancora umido per diversi mesi ed ospita fauna esigente. Il paesaggio è suggestivo: il gorgo è incassato in una conca boscosa e vi si accede attraversando una piccola valle particolarmente umida, ricca di muschi e licheni. Spesso è ricoperto da uno strato verde di lenticchie d'acqua e ospita la tartaruga palustre. Dall'accesso S. Barbara (Quattro Finaite), direzione Gorgo del Drago, il tragitto a piedi è di circa 40 minuti. Nel Bosco della Ficuzza esistono anche due stagni permanenti artificiali, più a sud rispetto a quelli appena descritti, in contrada Rocca d'Elice, tra Alpe Cucco e il Borgo di Ficuzza. i Laghetti si chiamano Coda di Riccio e sono due invasi perenni ottenuti con lo sbarramento del torrente Rocca D'Elice nel quadro di un tentativo della seconda metà del Novecento di coltivare un'ampia area disboscata ai piedi della Rocca Busambra. Gli stagni si sono in breve tempo naturalizzati ed oggi ospitano anfibi, tartarughe palustri e uccelli.

### Accessi
La riserva è raggiungibile da Palermo attraverso la scorrimento veloce Palermo-Agrigento, imboccando l'uscita per Bolognetta e quindi proseguendo sulla strada statale 118 sino a Marineo e oltre, in direzione di Corleone. Superato il lago Scanzano si incontra sulla sinistra il bivio per Ficuzza, segnalato da un obelisco. Dal piccolo centro abitato la segnaletica guida verso diversi sentieri che si inoltrano nella riserva.
Altri possibili accessi si trovano nei pressi dei centri abitati di Godrano e Mezzojuso.

## Flora

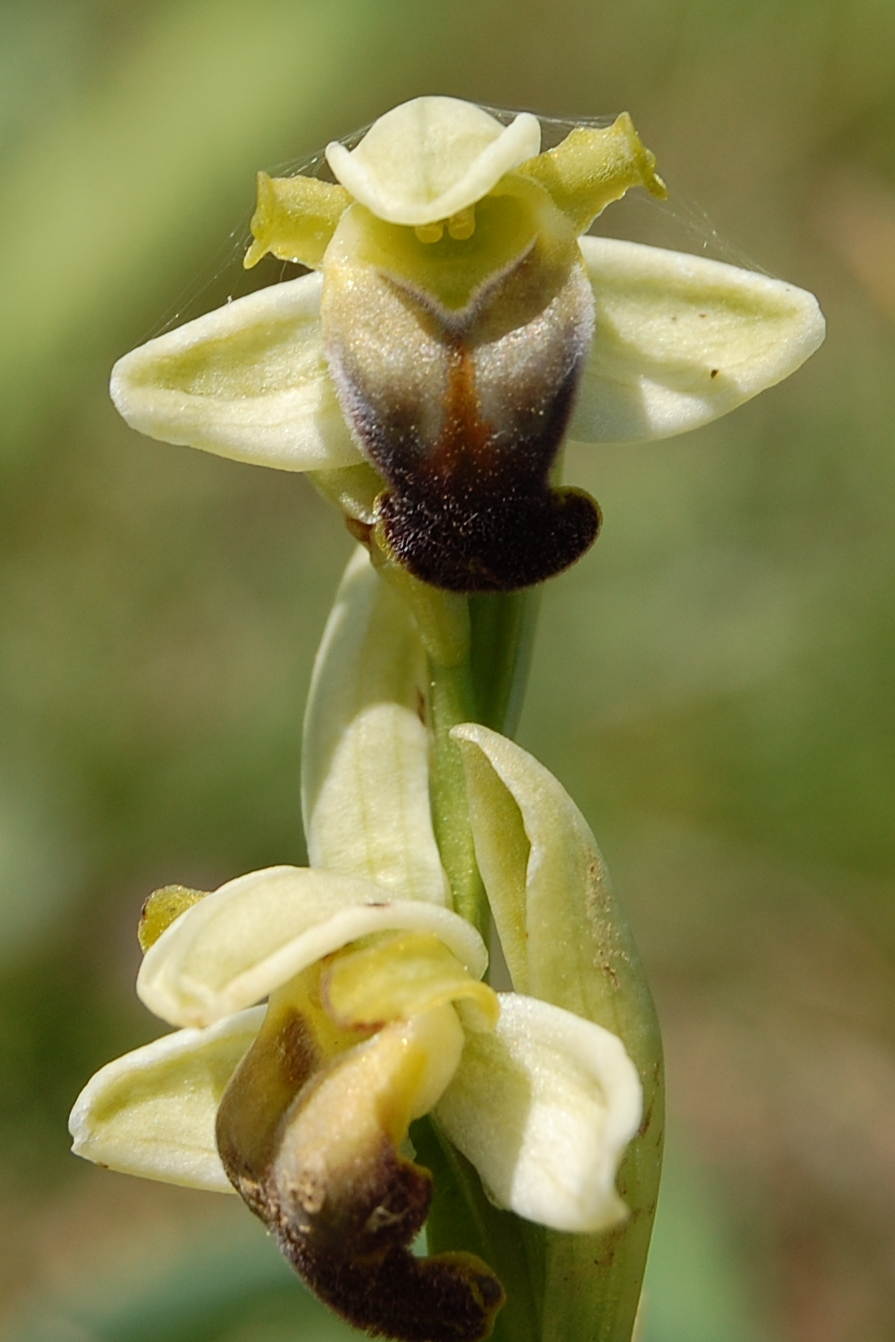
Ophrys fusca subsp. pallida

La riserva tutela l'area boschiva più vasta della Sicilia occidentale; ospita numerose specie di Quercus, tra cui il leccio (Quercus ilex), la sughera (Quercus suber), la roverella (Quercus pubescens) e l'endemico cerro di Gussone (Quercus gussonei). Altre specie arboree presenti sono il frassino comune (Fraxinus excelsior), l'acero campestre (Acer campestre), il castagno (Castanea sativa) e il bagolaro siciliano (Celtis tournefortii subsp. aetnensis).
La vegetazione arbustiva è rappresentata dal biancospino (Crataegus monogyna), dal pungitopo (Ruscus aculeatus), dal Caprifoglio comune (Lonicera caprifolium), dall'asparago spinoso (Asparagus acutifolius), dalla rosa di San Giovanni (Rosa sempervirens), dall'erica arborea (Erica arborea), e dalla ginestra spinosa (Calicotome spinosa).
Fra le specie erbacee meritevoli di menzione figurano il ciclamino primaverile (Cyclamen repandum), la peonia (Paeonia mascula), il giaggiolo siciliano (Iris pseudopumila) e la Viola del Tineo (Viola tineorum).

La zona della Rocca Busambra ospita numerosi endemismi rupestri quali il fiordaliso della Busambra (Centaurea busambarensis), il garofano della Busambra (Dianthus busambrae), il cipollaccio di Busambra (Gagea busambarensis), l'astro di Sorrentino (Aster sorrentinii), l'erba-croce della Busambra (Valantia deltoidea), lo spillone di Gussone (Armeria gussonei), la camomilla di Cupani (Anthemis cupaniana) e lo sparviere della Busambra (Hieracium busambarense). Ai piedi della Rocca Busambra si trova inoltre una delle poche stazioni siciliane di Atropa belladonna.
La riserva ospita un ricco contingente di orchidee tra cui le endemiche Ophrys fusca subsp. pallida, Ophrys sphegodes subsp. lunulata ma anche Ophrys bertolonii, Ophrys tenthredinifera, Orchis provincialis, Orchis italica, Anacamptis longicornu, Serapias lingua e numerose altre.

## Fauna
La riserva ospita l'80% delle specie animali, tra uccelli e fauna selvatica, dell'intera regione.
Dei grandi mammiferi un tempo presenti, oggi si ritrovano solo il daino (Dama dama) ed il cinghiale (Sus scrofa), entrambi reintrodotti dall'ente gestore all'interno di poche aree controllate. Altre specie presenti sono la volpe (Vulpes vulpes), la lepre italica (Lepus corsicanus), il coniglio selvatico (Oryctolagus cuniculus), il gatto selvatico (Felis silvestris), la martora (Martes martes), la donnola (Mustela nivalis), l'istrice (Hystrix cristata) e il riccio (Erinaceus europaeus).

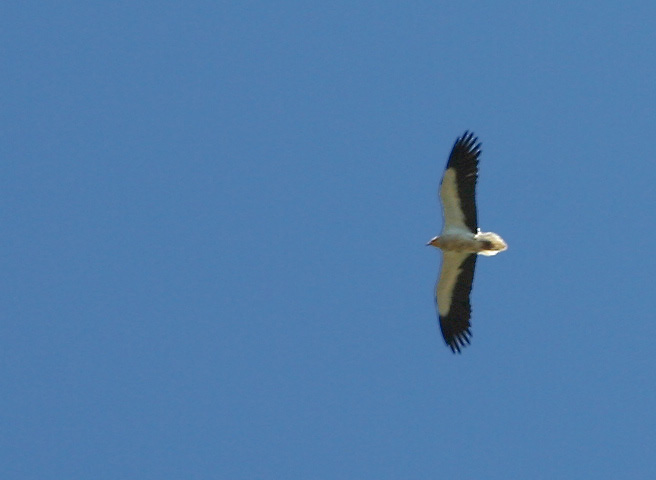
Capovaccaio

Molto ricca è l'avifauna, che comprende specie quali la cinciarella (Cyanistes caeruleus), la cinciallegra (Parus major), l'upupa (Upupa epops), la ghiandaia (Garrulus glandarius), il rampichino (Certhia brachydactyla) e il picchio rosso maggiore (Dendrocopos major), solo per citarne alcune.

Tra i rapaci meritano una menzione particolare l'aquila reale (Aquila chrysaetos), il falco pellegrino (Falco peregrinus), il capovaccaio (Neophron percnopterus), il nibbio bruno (Milvus migrans) e il nibbio reale (Milvus milvus).
Tra i rettili sono segnalati la vipera (Vipera aspis), la natrice (Natrix natrix), il biacco (Hierophis viridiflavus), il ramarro (Lacerta bilineata), la lucertola verde (Podarcis wagleriana), le testuggini Testudo graeca, Testudo hermanni e Testudo marginata e la palustre Emys trinacris.
Tra gli anfibi è presente il rospo comune Bufo bufo.
Tra le numerose specie di insetti va segnalata la presenza del raro coleottero Carabus famini.

## Punti di interesse

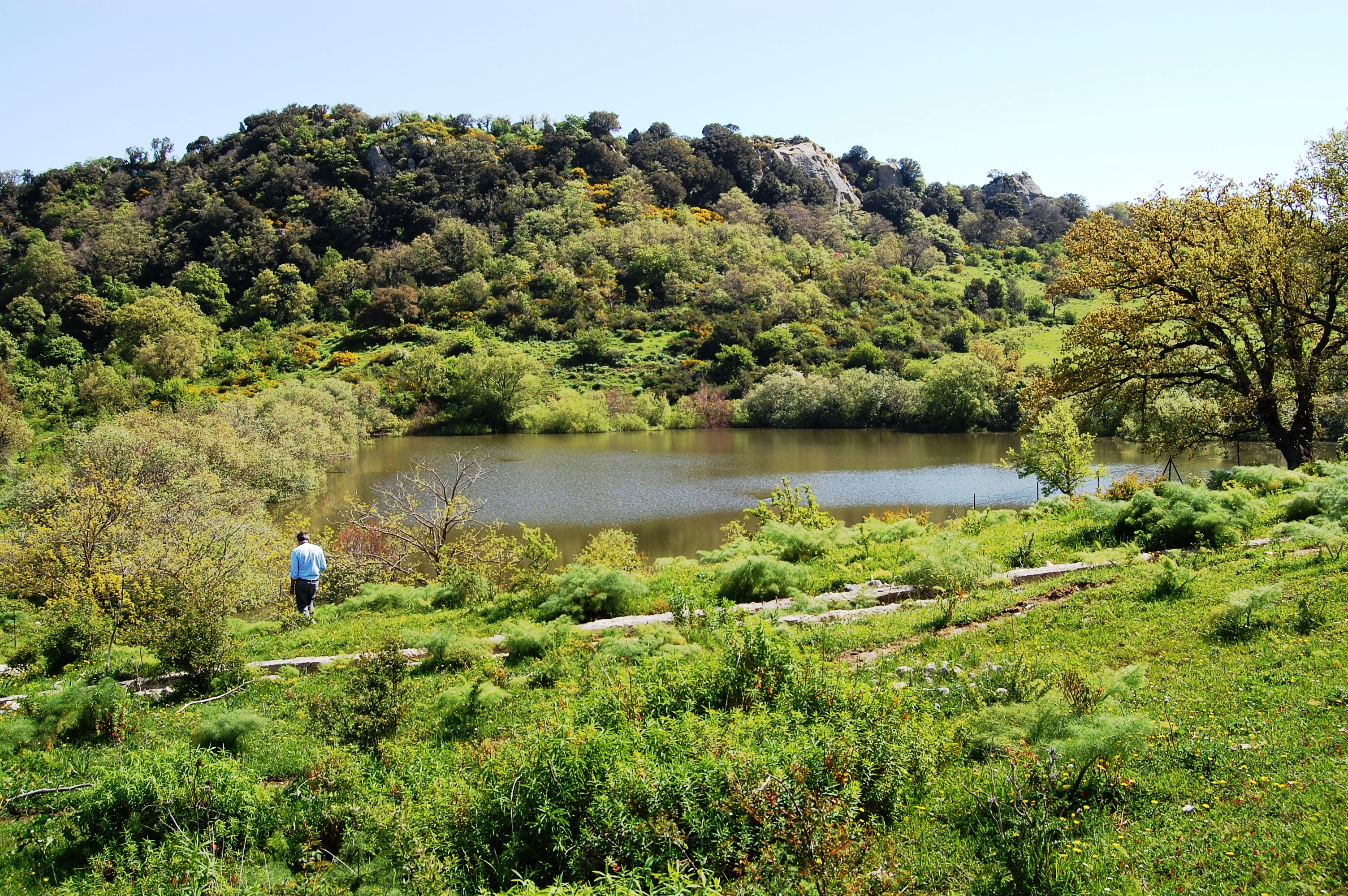
Laghetti Coda di Riccio

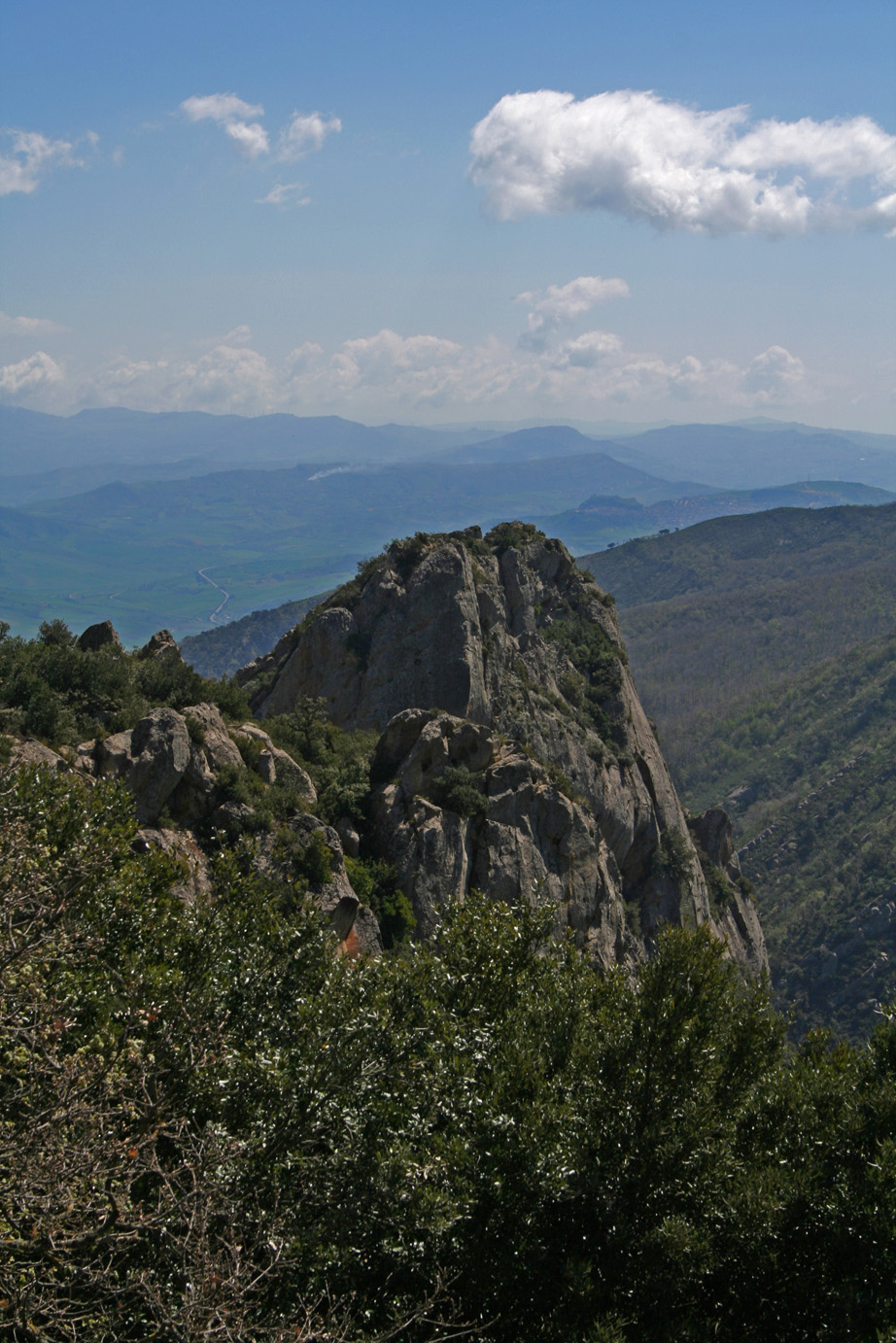
Panorama da Rocca Busambra

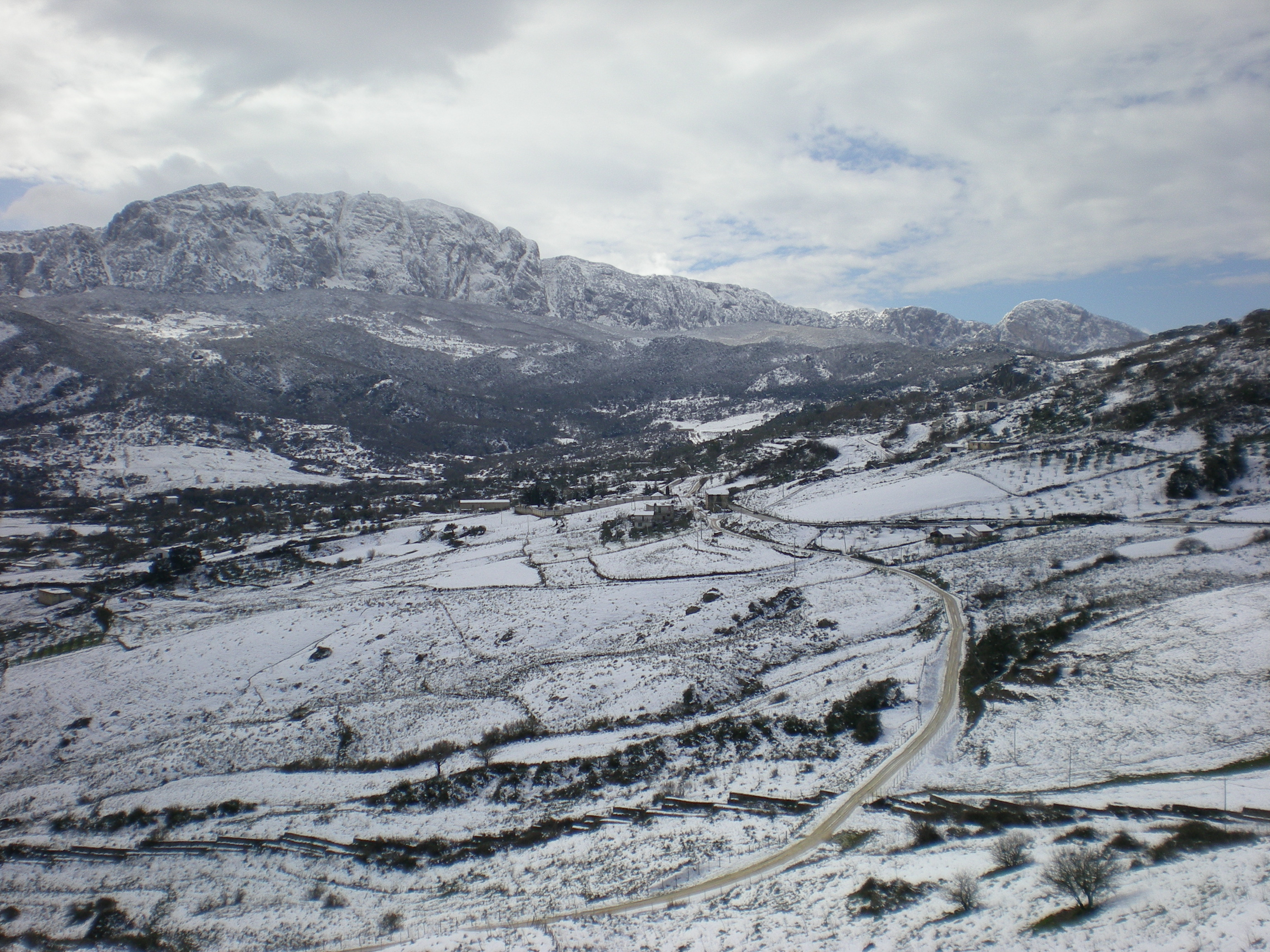
Panorama innevato della riserva ripreso dal belvedere di Godrano

- Acqua ammucciata
Piccolo antro di origine tettonica che ospita una sorgente
- Alpe Ramosa
- Alpe Cucco
- Cozzo Fanuso (1078 m)
- Gorgo del drago
- Grotta del Romito
- Laghetti Coda di Riccio
Invasi artificiali intorno a cui si è sviluppata una fitta vegetazione ripariale, che ospita numerosi anfibi e uccelli acquatici. Nei pressi dell'invaso sorge un esemplare monumentale di Quercus suber, dall'età stimata di circa 400 anni[3].
- Peschiera del Re
Antico invaso per l'allevamento di pesci d'acqua dolce (trote ed anguille), sito nei pressi del Gorgo del drago. Costruito dai Borboni nel contesto della sistemazione della riserva reale (1800)
- Pulpito del Re (927 m)
È un trono scolpito sulla roccia arenaria che il re Ferdinando III usava per cacciare stando seduto mentre i battitori spingevano le prede verso di lui
- Rocca Busambra (1613 m)
È la cima più alta della catena dei monti Sicani, nonché il rilievo più alto della Sicilia occidentale. È un bastione roccioso molto frastagliato, con pareti verticali e tratti strapiombanti sul versante settentrionale; il versante meridionale digrada invece più dolcemente. Dalla vetta si gode di un ampio panorama.
- Torre del Bosco
- Valle Agnese
- Valle della Felce

## Strutture ricettive
- Real Casina di Caccia di Ficuzza
- Centro Regionale Recupero Fauna Selvatica «Ficuzza», situato nei pressi dell'omonimo centro abitato, a fianco della Real Casina di Caccia.
È una struttura gestita dalla LIPU che oltre a svolgere servizio di assistenza alla fauna selvatica in difficoltà, ospita una sala didattica nel quale possono essere visionati filmati e proiezioni di diapositive sulla riserva.
- Pulpito del Re
- Peschiera del Re
- Rifugio Alpe Cucco
- Rifugio Val dei Conti
- Base Scout AGESCI «La Massariotta»